# Zygmunt Pietkiewicz
Zygmunt Pietkiewicz (ros. Зигмунт Станиславович Петкевич, Zigmunt Stanisławowicz Pietkiewicz; łot. Zigmunts Petkevičs; ur. w czerwcu 1942 w miejscowości Perechody w powiecie brasławskim) – łotewski działacz polityczny i przedsiębiorca polskiego pochodzenia, I sekretarz KPZR w Rzeżycy, deputowany ludowy ZSRR (1989–1991). 

## Życiorys
Z pochodzenia jest Polakiem. Urodził się w rodzinie wielodzietnej w folwarku Perechody na terenie województwa wileńskiego, który w tym samym roku został spalony przez nazistów w związku z działalnością miejscowej partyzantki. 
Uczył się w technikum mechanicznym w Opsie. W 1958 rodzina osiedliła się na Łotwie, podejmując pracę w kołchozie w rejonie krustpilskim. Sam Pietkiewicz doświadczenie zawodowe zdobywał m.in. jako traktorzysta w Kazachstanie, następnie przez trzy lata służył w pułku czołgowym armii sowieckiej w Charkowie. Po odejściu z wojska pracował jako szofer, następnie zaś podjął naukę w szkole technicznej. Był głównym inżynierem, a także animatorem życia kulturalnego w kołchozie w rejonie jēkabpilskim.
Po przystąpieniu do KPZR ukończył studia we Wszechzwiązkowym Instytucie Gospodarki Rolnej w Moskwie, a także Wyższą Szkołę Partyjną w Leningradzie, po czym został mianowany dyrektorem handlowym w Jēkabpilsie, a następnie w Rydze. Podjął pracę w Komitecie Centralnym Komunistycznej Partii Łotwy. W 1984 objął funkcję I sekretarza komitetu rejonowego KPZR w rejonie rzeżyckim, następnie zaś w mieście Rzeżyca i rejonie (do 1990). W latach 1990–1991 pełnił funkcję przewodniczącego Komitetu Wykonawczego Miejskiej Rady Deputowanych Ludowych w Rzeżycy (odpowiednik burmistrza miasta). W wyborach w 1989 uzyskał mandat deputowanego ludowego Rady Najwyższej ZSRR wybranego w okręgu jednomandatowym nr 313 w Rzeżycy. Podczas sprawowania mandatu uruchomił pierwszy na Łotwie bank handlowy, którego został prezesem. Instytucja została następnie przekształcona w filię banku DnB Nord. Działalnością bankową Pietkiewicz zajmował się łącznie 18 lat. 
Żonaty z Wandą, mają synów Jerzego i Wiktora. Jerzy (ur. 1973) jest radnym i przedsiębiorcą, przewodniczącym ugrupowania "Zjednoczona Rzeżyca" (łot. "Vienota Rēzekne"; ros. Единая Резекне).